# Jednotný systém dopravních informací
Jednotný systém dopravních informací pro ČR (JSDI) je systém vytvořený za účelem sběru a redistribuce dopravních informací shromažďovaných Národním dopravním informačním centrem za účelem poskytování aktuálních dopravních dat z celého území ČR sjednocených na jediném místě. 
JSDI je společným projektem Ministerstva dopravy ČR, Ministerstva vnitra ČR, Ředitelství silnic a dálnic a dalších institucí spolupracujících s NDIC.

## Zdroje informací v JSDI
- Složky Integrovaného záchranného systému (IZS)
- Telematické aplikace
- Orgány státní správy
- Dopravní informační centra měst
- Střediska technické údržby
- Řídící centra atd.